# Виттман, Франц
Франц Ви́ттман (нем. Franz Wittmann; родился 7 апреля 1950 года в Рамзау) — австрийский раллийный гонщик, участник чемпионатов мира по ралли.

## Карьера
Виттман начал выступления в ралли в 1970 году, большая часть его карьеры прошла на национальном уровне. Виттман выиграл чемпионат Австрии по ралли 12 раз в период между 1976 и 2001 годами. Он также выиграл 32 этапа чемпионата Европы по ралли, заняв второе место в турнирной таблице в 1978 году. Он дебютировал в чемпионате мира по ралли за рулем Volkswagen Käfer 1303 S в 1973 году на Ралли Австрии, заняв 12 место. В 1987 году он выиграл Ралли Новой Зеландии за рулем Lancia Delta HF 4WD.
Сын Франца Виттмана, Франц Виттман (мл.) — так же как и отец пилот ралли.

## Победы в WRC
| # | Этап                 | Сезон | Штурман         | Автомобиль          |
| - | -------------------- | ----- | --------------- | ------------------- |
| 1 | Ралли Новой Зеландии | 1987  | Йорг Паттерманн | Lancia Delta HF 4WD |